# 알리나 데베체르스키
알리나 데베체르스키(Alina Devecerski, 1983년 3월 27일 ~ )는 스웨덴의 싱어송라이터이다.

## 음반 목록
- Maraton (2012)